# 차일드쌀쥐
차일드쌀쥐(Nephelomys childi)는 비단털쥐과 톰스쌀쥐속에 속하는 설치류이다. 모식산지는 콜롬비아 보고타 지역이며, 이명 "오콘넬리(oconnelli)"의 모식산지는 보고타 남동부에서 80km 떨어진 부에나비스타로 알려진 지역이다. 종소명과 일반명은 모식 표본을 수집한 차일드(George D. Child)의 이름에서 유래했다.
완모식표본은 중간 크기로 긴 꼬리를 갖고 있다. 등의 컬른 11~12mm로 비교적 길다. 상체는 일반적으로 회색-갈색을 띠며, 등 가운데 짙은 반점이 나 있다. 등 쪽과 끝이 흰 연한 회색 털을 가진 배 쪽 사이의 색깔이 명확하게 분리된다. 발은 길고 윗면이 희끄무레하다. 귀는 길고 검으며 섬세한 털로 덮여 있다. 꼬리 윗면은 갈색이고 아랫면은 흰색에 가깝다. 꼬리 길이 143mm를 제외한 머리부터 몸까지 길이는 131mm이고, 뒷발 길이는 31mm, 귀 길이는 16mm이다.
차일드쌀쥐와 이명 "오콘넬리(oconnelli)"는 원래 쌀쥐속(Oryzomys)에 속하는 종(Oryzomys childi과 Oryzomys o'connelli)으로 기술되었다. 메리다쌀쥐(O. meridensis, 현재 학명 Nephelomys meridensis), 서부콜롬비아쌀쥐(O. pectoralis, 현재 학명 Nephelomys pectoralis)와 각각 비교되었다. 나중에 톰스쌀쥐(O. albigularis, 현재 학명 Nephelomys albigularis)로 광범위하게 정의되어 포함되었지만, 2006년에 쌀쥐속에서 별도의 톰스쌀쥐속(Nephelomys)으로 분리되었고 차일드쌀쥐도 별도의 종으로 분류되었다.